# Anthoceros chambensis
Anthoceros chambensis là một loài rêu trong họ Anthocerotaceae. Loài này được Kashyap mô tả khoa học đầu tiên năm 1917.